# آلیس بلایدی
آلیس بلایدی (فرانسوی: Alice Belaïdi‎؛ زادهٔ ۱۸ مارس ۱۹۸۷) بازیگر اهل فرانسه است. وی از سال ۲۰۰۳ میلادی تاکنون مشغول فعالیت بوده‌است. او از سال ۲۰۱۰ در بیش از ۲۰ فیلم و مجموعه تلویزیونی حضور داشته‌است.
از کارهای او می‌توان به بازی در فیلم‌های کایرا، اگر من یک پسر بودم و پرندگان زندان اشاره کرد.